# 1654 en arts plastiques
| Années des arts plastiques : 1651 - 1652 - 1653 - 1654 - 1655 - 1656 - 1657    |
| Décennies des arts plastiques : 1620 - 1630 - 1640 - 1650 - 1660 - 1670 - 1680 |

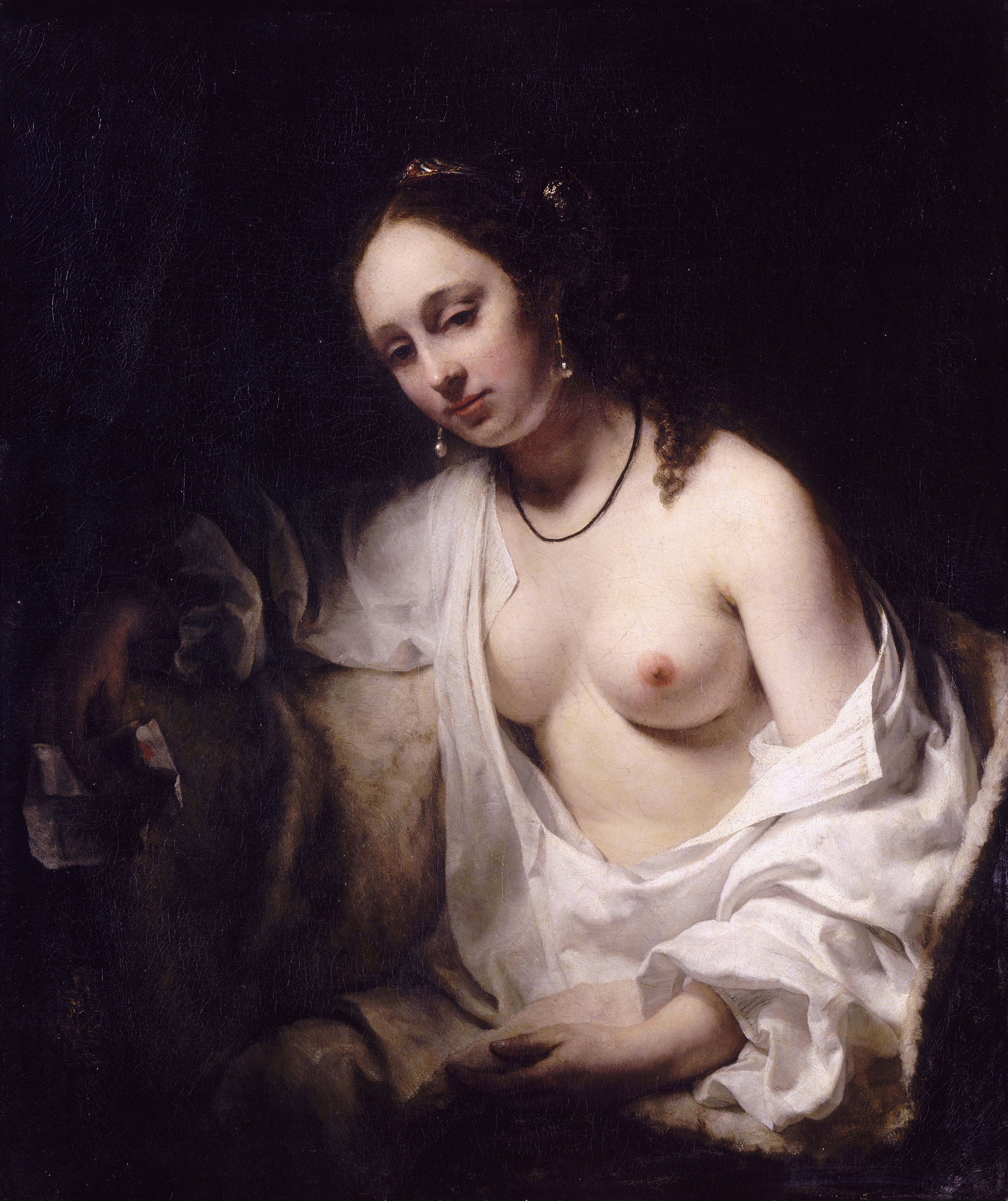
Bethsabée recevant la lettre de David, de Willem Drost.

Cette page concerne l'année 1654 en arts plastiques.

## Événements
- 18 février : Le Sueur passe un contrat avec le procureur de l’abbaye de Marmoutier pour réaliser quatre tableaux[1].

## Œuvres
- Bethsabée au bain tenant la lettre de David, tableau de Rembrandt.
- Le Chardonneret, tableau de Carel Fabritius.

## Naissances
- 10 mars : Giuseppe Bartolomeo Chiari, peintre italien († 8 septembre 1727),
- 12 mars : Giuseppe Passeri, peintre baroque italien († 2 novembre 1714),
- 14 juin : Louis Dorigny, peintre et graveur français († 29 novembre 1742),
- 29 septembre : Michelangelo Ricciolini, peintre italien du baroque tardif († 10 décembre 1715),
- 9 novembre : Christoph Weigel, graveur, galeriste et éditeur allemand († 5 février 1725),
- 10 décembre : Giovanni Gioseffo dal Sole, peintre italien de l'école bolonaise du baroque tardif († 22 juillet 1719),
- ? : 
  - Antonio Bellucci, peintre baroque italien († 1726),
  - Louis de Boullogne, peintre français († 21 novembre 1733).
  - Jean Dieu de Saint-Jean, peintre et graveur français († 1695),
  - Giacomo del Po, peintre italien († 1726).

## Décès
- 17 janvier : Paulus Potter, peintre néerlandais (° 20 novembre 1625),
- 6 février : Francesco Mochi, sculpteur italien (° 1580),
- mai : Abraham Furnerius, peintre néerlandais (° mars 1628),
- 10 juin : L'Algarde, sculpteur et architecte italien (° 1595 ou 1598),
- 12 octobre : Carel Fabritius, peintre néerlandais (° 27 février 1622).